# 葉月美音
葉月 美音（はづき みおん、1990年10月24日 - ）は、日本のAV女優。元グラビアアイドル。プライムエージェンシー→GG所属。東京都出身。既婚。

## 来歴
20歳の時に渋谷でスカウトされ、色んな世界を見てみたく経験してみたかったという好奇心と幼少期は奥手な性格だったため、自分を変えてみたいと思ったことにより芸能界デビュー。ミス東スポ2013セミファイナリスト。
2014年4月11日、アットハニーズより夏川ゆかとしてKMP専属女優としてAVデビュー。
2015年3月、プライムエージェンシーに移籍、名前を葉月美音へ改名。
日本だけでなくアジア各国からの支持が高く、2015年8月に第4回「台湾アダルト博覧会」に出演。2017年6月、台湾にてVRアダルトサイト「AVR TOKYO」の完成披露記者会見に出席。同じくアジアで人気のある加藤鷹、トニー大木と出席。2018年2月6日、台北市にて仮想通貨「AVH」発足イベントに出席。2019年8月に4年振りの出演となる台湾アダルト博覧会に出演。
2021年8月、ワープエンタテインメント専属女優となる。2022年7月28日、東京・青山RizMで開催された「LADY MADONNA vol.15」に歌手として出演。
2023年5月15日週FANZA動画フロアランキングにおいて、出演した『【祝春ギフト】【福袋】超絶大ヒット人気タイトル厳選ノーカット収録!15作品で35時間!まるごと2130分大収録!乳首びんびんどすけべ痴女BEST!!』（発売：かつお物産/妄想族）が1位を記録。9月4日週にも1位浮上するなどロングヒットとなった。
2024年1月に吉本興業所属の若手お笑い芸人と結婚した。夫となった人物については名前を公表しておらず、夫もまた、葉月と結婚したことを公表していないという。

## 人物
- 性格は温厚で人に優しく、笑い上戸。意外とさばさばしているところがある。
- 趣味はカラオケ、お笑い鑑賞、AV鑑賞、旅行。特技は歌、書道、水泳、ギターとピアノ弾き語り。書道に関しては祖父が先生として教わり、段の腕前を持つ。AVデビュー作「ミラクルIカップ 元グラビアアイドルがAVデビュー」にて書道を披露している。
- もともとアダルト業界に興味があり、グラビアアイドル時代のインタビューにて「尊敬する人は？」の質問にAV女優の名前を出してしまった事があり、それをきっかけに自ら志願した。
- 台湾では小柄なのに巨乳なことから「巨乳哈比人(巨乳ホビット)」の愛称で親しまれている[7]。
- 歌に定評があり、見た目とは裏腹にパワフルな歌声を出す事が出来る。本人は歌は好きだと公言はしており、本格的な活動には謙虚な態度だったが、業界からの口コミが伝わり音楽活動を開始。都内のライブハウスに出演する。
- お笑いが大好きで非常に詳しく、16歳〜19歳まで中野芸能小劇場でお笑いライブのスタッフのアルバイトを経験する。当時高校生ながら受付、照明、音響をこなせるようになり将来の夢は裏方になる事を当初は志していた。当時出演してた芸人にオードリー、三拍子、スギちゃん、三四郎、ゴー☆ジャスなどがいる。
- 好きな食べ物は白子ポン酢、生牡蠣、チョコ、ふ菓子
- 目標とする人は沖田杏梨、Hitomi、まりか、蒼井そら
- 中島美嘉の大ファンであり、鬼束ちひろ、Fayray、orange pekoe、RAMRIDER、椎名林檎、JUJUなどのアーティストの曲を聴いている。
- 好きな芸能人は中島美嘉、鳥居みゆき、山口五和、小倉優子、范冰冰、マツモトクラブなど。
- 尊敬する人は母。
- チャームポイントは145cmの小柄でJカップの爆乳[8]。
- 2021年1月、ゲオTVアダルトニュースメディアMANGO 爆乳AV女優ランキング（2021年版）にて、第9位を獲得[9]。

## 出演

### テレビ
- D☆D（テレビ埼玉）
- 真夜中のおバカ騒ぎ！（TOKYO MX）
- 匿名探偵（テレビ朝日） - キャバ嬢 役
- ビ〜チ9（テレビ埼玉） - ゲスト出演
- フリンジマン（テレビ東京）
- ゴッドタン（2018年1月7日、テレビ東京）
- 江戸川乱歩短編集〜算盤が恋を語る物語〜（2018年12月30日、NHK BSプレミアム）
- ケンコバのバコバコテレビ（2019年2月9日、サンテレビ･KBS京都･ぎふチャン）
- 澁谷果歩のたわわチャレンジ（2019年4月2日、エンタ!959）
- リアル脱衣麻雀（時期不明、刺激ストロングチャンネル）

### 映画
- 1BR〜らぶほてるから（2013年12月7日公開） - 主演 ※山岸ゆか名義
- SCOOP!（2016年10月1日公開） - キャバ嬢 役

### ウェブテレビ
- スパローズのギリギリアウツ!? #159（2013年12月、ニコジョッキー）
- トイズハートプレゼンツ「ハートの部屋」 第15回（2017年10月9日、ニコニコ生放送） - ゲスト[10][11]
- 極楽とんぼKAKERUTV（2018年1月25日、AbemaTV）[12]
- 桃色♡ゲームチャンネル（2018年3月1日、AbemaTVウルトラゲームス）[13]
- リアルカイジGP（2018年5月8日、AbemaTV）[14]
- プライム学園高等部 球技大会2018秋（2018年12月20日[15]‐、pafan!）‐白組

### 舞台
- 骸骨ストリッパー calavera box vol.3「ベイビー・キングダム〜序章〜」（2017年10月12日 - 17日、南阿佐ヶ谷・ひつじ座） - 四女・緑香（ロコ） 役
- SOD女子社員×三栄町LIVE『女子社員演劇倶楽部～来るなサンSyain〜』（2019年8月20日 - 25日、三栄町LIVE STAGE） - SOD女子社員 役[16][17]

### ライブイベント
- 楽演祭 vol.12  一足早いクリスマスSP（2019年12月18日、東京・池袋 LIVE INN ROSA）[18]
- LADY MADONNA -拡大版-（2021年11月25日、神奈川・川崎 CLUB CITTA'）[19]
- LADY MADONNA vol.15（2022年7月28日、東京・青山RizM）[20]
- LADY MADONNA 拡大版 2024（2024年11月21日、神奈川・川崎 CLUB CITTA'）[21]

### 新聞
- 日刊スポーツ（2014年4月23日）[22]
- 夕刊フジ（2014年4月13日、4月20日）
- デイリースポーツ（2014年4月11日）
- 東京スポーツ（2014年4月8日）[23]

### 雑誌
- EX MAX（2014年3月26日）

## 作品

### アダルトDVD

#### 夏川ゆか 名義
- ミラクルIカップ 夏川ゆか 元グラビアアイドルがAVデビュー（4月11日、million）
- 男を虜にするオッパイ（5月9日、million）
- 緊縛美女（6月13日、million）
- 中出し初解禁 絶頂のゴージャスボディ（7月11日、million）

#### 葉月美音 名義
- 巨乳×ビキニ チアガール（10月24日、e-kiss）

- 友人の妻はドスケベ家庭教師（1月19日、女神（VENUS））
- 巨乳フェチレズ 〜先輩と後輩の情事〜 美月優芽 葉月美音（1月19日、ゑびすさん）
- 素人マスク性欲処理マゾメス 9（3月6日、NITRO）
- NH催眠術師ゆきのあかり＆ドッキリ催眠術仕掛け人葉月美音 実は、2人とも騙されちゃいました（5月20日、催眠術師RED）
- 社員旅行で女子社員に囲まれて男は僕1人の王様ゲーム! 女性だらけの会社に就職してしまった僕。4（6月6日、Hunter）
- 生中出しされた巨乳女子校生5人（6月15日、MONA）
- ターゲットは警戒ママ ちびっこセクハラ痴漢隊 海水浴編リクエストSP（6月18日、ROCKET）
- 「乳休め」は欲求不満のサイン!? 巨乳をアピールして男を誘惑する女たち（6月19日、DEEP'S）
- 北青山高級アロマ性感オイルマッサージ 13（7月1日、ぬめり荘）
- ビーチの砂浜が新パネル スケベな親子が海でエッチなゲーム一転知らずに近親相姦 息子なら母親の裸当ててみて!（7月9日、ROCKET）
- 超ドアップ見せつけオナニー「おま◯ことアナルい〜っぱい見てっ! 私と一緒にいこうね♡」（7月15日、プリモ）※オムニバス作品
- ヒプノティック・レズビアン 3 葉月美音探偵事務所エンドレス催眠淫夢の罠 ゆきのあかり 葉月美音（7月17日、催眠術師夕華）
- 街角美少女を、本気でヤッちゃいました。2nd. 17（7月21日、PREDATOR）
- 生姦中出し裏バイト 13（7月23日、MDMA）
- マジ萌えムチコス★爆乳ムチムチ濃厚SEX!!（8月13日、HERO）
- 危険日Iカップ爆乳妻膣出し交尾（8月21日、フルセイル）
- フィニッシュはパイズリで…（8月21日、RADIX）※オムニバス作品
- 東京都北区スイミングスクール併設オイルマッサージ店（8月21日、MAGIC）
- 千葉で見つけた現役モデル学生が 中出しAVデビュー（8月25日、豊彦企画）
- 女子校生のエロ尻フェラ（9月4日、JKS）※オムニバス作品
- 電影戦隊チャージマン　チャージマーメイド最期の戦い! 終わりなき悪夢（9月11日、GIGA）
- 竿・金玉・アナルの究極3点同時責め! 下半身3点責め! Vol.5（9月18日、mow）※オムニバス作品
- 真夜中の学校で裸の巨乳女を発見! 懐中電灯に照らされたまま何度も犯されイキする女教師（9月25日、ナチュラルハイ）
- レイプクンニ（10月2日、OFFICE K'S）※オムニバス作品
- 着衣巨乳ストーカー盗撮 葉月美音 / 西川りおん（10月15日、グローリークエスト）
- 黒ギャル日焼け跡専門デリバリーヘルス Vol.7 葉月美音（10月16日、BLACK RIOT）
- 寝取られレズビアン（10月16日、DiVA's）※オムニバス作品
- 間接キスができる全裸接写 美女30人オール撮り下ろし212分（10月20日、Piss）※オムニバス作品
- マゾの宅配便 4（10月23日、NITRO） ※オムニバス作品
- レズ 02 鼻（11月8日、Fetish Japan）※オムニバス作品
- 本強紳士倶楽部 デジカメ撮影OKの巨乳風俗嬢に本番強要! その生ハメ撮り動画の一部始終を無断でAV発売!（11月20日、TOMAHAWK） ※オムニバス作品
- 全裸オイルキャットファイト 6 無差別級ドリームGP2015天下統一 広瀬奈々美 小西まりえ 杏美月 聖菜アリサ 月島ななこ 横山夏希 川越ゆい 葉月美音（12月10日、ROCKET）
- イタズラで媚薬入浴剤をお風呂に入れたら姉が淫乱化して散々SEXの相手をさせられた（12月11日、EROTICA）※オムニバス作品
- ターゲットはエロガキ ちびっこセクハラ痴漢隊 痴漢され隊ウエルカムママ編 西条沙羅 三喜本のぞみ 葉月美音（12月24日、ROCKET）
- 淫乳密戲 悪夢の巨乳凌辱アクメ 葉月美音（12月25日、BLACK BABY）

- ボンキュッボンのどすけべ妻 肉尻露出のミニスカギャルは超ヤリマン（1月22日、まぐろ物産）
- 熟睡している姉のカラダに悪戯（2月12日、EROTICA）※オムニバス作品
- ENDRESS BLACKHOLE vol.5 〜終わりなき黒い穴〜（2月13日、BLACK BABY）※オムニバス作品
- バスト101cm Jcup中出し援交 みおん（3月5日、親父の個撮）
- デリヘル呼んだらいつも盗撮している僕が自信を持ってオススメする巨乳娘TOP3（3月11日、EROTICA）
- 媚薬自慰キメ狂いオーガズム!! VOL.2（3月13日、BLACK BABY）※オムニバス作品
- Jcup爆乳すぎるボクだけのいいなり彼女（3月30日、オルスタックピクチャーズ）
- EroBody 葉月美音（4月7日、digital ark（デジタルアーク））
- 巨乳尻パイパン黒ギャル初アナルSEX 葉月美音（4月22日、NITRO）
- 淫語パイズラー (5月19日、ドグマ)
- BLACK HERB 暴走するJカップ超乳 MION（5月23日、シトラスミント）
- オッパイにもGスポットがあった! 最新アクメテクあなたも試してみませんか?! スペンス乳腺激イカセでお漏らしガクブル腰砕け。（6月23日、SWITCH） ※オムニバス作品
- Steel Hold vol.2（7月1日、TEPPAN）※オムニバス作品
- Gカップ以上限定素人巨乳娘10人10中出し（7月7日、親父の個撮）
- ムチムチ爆乳黒ギャルの汗だく発情SEX 葉月美音（7月8日、REAL）
- パイパンムチムチ黒ギャルCA 爆乳爆尻デリバリー下品なマラ喰いサービス 葉月美音 (7月15日、まぐろ物産)
- 爆乳尻黒ギャルぶっかけ中出しFUCK 葉月美音（7月22日、クリスタル映像）
- ドM巨乳女林間全裸廃棄 綾瀬みなみ 葉月美音 枢木みかん 深美せりな（8月4日、グローリークエスト）
- 女子校生のヌード鑑賞アルバイト 3（8月5日、JKS）
- 薄着でおでかけ奥さんを打ち水で狙い撃ち ビチョ濡れ中出しナンパ（8月5日、グリグリ）※オムニバス作品
- 非ヌキ系エステで働きはじめたばかりの人妻に2回戦上等のバイ○グラ絶倫チ○ポを見せ付けたら我慢できずにNG行為の生中出しを求めてきた（8月5日、ゲッツ!!）
- で、でかい… Iカップ爆乳!! マンガみたいなおっぱいしてるバツイチヤンママさん（25歳）がアヘトロ変態アナルを突き出し「スローピストンで2穴もっと突いて」とおねだりアナルSEXでガンギマリイキ!! 葉月美音（8月7日、山と空）
- 黒ギャル マゾBODYオークション 塚田詩織 双葉ゆきな 藤井あいり、西村ニーナ ななみ 葉月美音（9月1日、クリスタル映像） ※「AV OPEN 2016」エントリー作品
- 乳首ピンコ勃ち★ノーブラニット人妻中出しナンパ（9月2日、グリグリ）※オムニバス作品
- マイルドヤンキーでにぎわう地元のキャンプ場で無防備にオーバーオールを着た若妻のこぼれ落ちそうな巨乳に見とれていたら…（9月2日、 	ゲッツ!!）
- 思わず●RECしたくなる着衣爆乳おっぱい 美音さん＜25＞ウエイトレス 葉月美音（9月7日、おっぱいん）
- デカ尻ボインでムッチムチ 葉月美音（10月1日、IRIS）
- アメリカンビッチガール V 葉月美音（10月7日、NITRO）
- 「このカラダ…犯したい…」絶品BODYを売りにするしかない低所得層娘をグチャグチャにする性行為。（10月14日、BAZOOKA）※オムニバス作品
- うちの妻にかぎって… 「旦那がいる事、忘れちゃいそう…」囁くようにそう言うと僕の妻は他の男にカラダを許した【寝取られ】人妻中出し【NTR】25 葉月美音（11月25日、EIKI）
- 3000本のチ○ポを挟射させたとんでもないおっぱいたち 吹石れな 小西みか 葉月美音（12月8日、kira☆kira）
- Hなカップ おっぱいボイン（12月18日、TSUBAKI）※オムニバス作品

- 恥ずかしい格好をさせられるマッサージ これどこに効くんですか?（1月19日、マッサGoGo!!）※オムニバス作品
- おっぱいをオナホールとして使われた元爆乳グラビアアイドルの肉枕営業 葉月美音（1月31日、肉感お茶の間劇場）
- 自画撮り マン汁ぴちゃぴちゃ大開脚 指ズボオナニー（2月2日、グローリークエスト）※オムニバス作品
- 水泳で鍛えた日焼けボディ 爆乳パイパンアスリートギャル 葉月美音 Iカップ（98cm） ヒップ96cm（2月7日、マザー）
- つるつるムチムチ爆乳ギャルのいいなりハメまくりバイト!（2月17日、アブノーマル）
- はだかの家政婦 全裸家政婦紹介所 (3月8日、プラネットプラス)
- 【爆乳動画】おっぱい100cm Jカップ 僕のセフレは100cm Jカップでパイパンの妹の友達です（JK）（4月14日、マーキュリー/juiceれ
- 葉月美音の爆乳劇場 Icup!98cm（5月1日、プラネットプラス）
- 検証! ADが現場でムラムラしたらAV女優とSEXできるのか!?（5月25日、セレブの友）※オムニバス作品
- ママ友たちと温泉旅行「子供なんだから一緒に入ればいいでしょ!」 混浴したら湯船は大人のボインだらけでチ○コ勃っちゃった!（6月1日、SWITCH）共演:水野朝陽、三島奈津子、桃瀬ゆり、花咲いあん
- 桃尻ハミ尻 葉月美音 河音くるみ（6月8日、デジタルアーク）
- 先輩女子社員と出張先でまさかの相部屋! 酔って乱れた胸元に僕のチ○ポは爆発寸前 気付いた先輩は接待飲みで溜まったストレスを僕のチ○ポで解消しようと握りしめてきた（6月15日、SWITCH）※オムニバス作品
- 爆乳パイパンどすけべ妻（6月20日、マザー）
- 犬嗅ぎ乳娘　匂う巨乳編（6月28日、フェ血スポルノ）
- 爆乳美人5人姉妹 澁谷果歩 三島奈津子 塚田詩織 推川ゆうり 葉月美音（8月1日、unfinished）
- お姉さんの爆乳が卑猥過ぎて秒殺で悩殺!!（10月1日、MARRION）
- アナルファック4発しても物足りない淫乱ギャルママ アナルモンスター葉月美音4時間（10月7日、山と空）※単体ベスト
- 着衣巨乳ストーカー盗撮 西川りおん / 葉月美音（10月15日、グローリークエスト）
- 魅惑のトリプル回春エステ中出し NAOMI 葉月美音 藍川ヒロ（12月1日、h.m.p）

- デカ尻ボインでムッチムチ（4月6日、MARRION）
- 犬嗅ぎ乳娘 匂う巨乳編（6月28日、フェ血ス）
- 肛門ポルチオ診療所 Iカップ超乳美女を催眠調教! 柔らか～い美アナルの裏ポルチオ開発してアナルザーメン発射!（9月7日、h.m.p）
- ワキ出しっぱなし性交（11月20日、RADIX）

- 爆乳ムチムチ妻の下品なマラ喰い肉欲生活（6月1日、プラネットプラス）
- ぶっかけ爆乳デカ尻秘書は社員を誘惑する変態ドスケベ痴女（6月7日、デジタルアーク）
- 女囚緊縛 檻の中の悲劇 (6月19日、バミューダ) ※主演：波多野結衣
- 獄縄 陰獣の餌食 巨乳縛り拷問（7月1日、バミューダ）
- 葉月美音の爆乳劇場 vol.02 JCup!97cm（8月1日、プラネットプラス）
- 獄縄 陰獣の餌食（8月8日、タランチュラ）

- HYPER FETISH ハイレグいやらしクィーン 葉月美音（1月7日、デジタルアーク）
- 爆乳女書道家の悲劇 禁断の秘伝書 "緊縛みだら墨"（1月7日、シネマジック）
- お尻の穴まで垂れちゃう愛液（1月9日、RADIX）
- まるっと! 葉月美音（2月1日、プラネットプラス）※単体ベスト
- カーテン1枚の中の密室 試着室でこっそり犯されるアパレル店員 2（4月10日、REAL）※オムニバス作品
- 友達が酔いつぶれたので友達の彼女にちょっかい出して押しまくったら最後までヤレちゃって彼氏を起こさないように声我慢してるのが興奮した（6月12日、REAL）※オムニバス作品
- ムッチムチ爆乳デカ尻奥様はマラ喰い誘惑痴女 葉月美音（7月25日、デジタルアーク）
- 女スパイぬるぬるオイル拷問（9月11日、REAL）※オムニバス作品
- 息子の友達のマセガキ共に性処理させられザーメンまみれの母親 葉月美音（10月8日、ヒビノ）

- 女刑務所 逃げ場の無い場所で暴行される女たち…（4月1日、ワルハラ）※オムニバス作品
- 人妻股縄調教 02（4月1日、バミューダ）※オムニバス作品
- パンスト愛好者が撮影したこだわりの美脚パンティストッキングオナニー（11月1日、OFFICE K’S）※オムニバス作品
- 君が、乳首でイケますように♡ 葉月美音（12月3日、ワープエンタテインメント）
- 集団おなら責め 放屁でお仕置きする女尊男卑会社（12月14日、犬）※オムニバス作品
- 巨乳デリヘル W爆乳キャスト 宝田もなみ 葉月美音（12月21日、ゲインコーポレーション）
- 乳首の弱いカノジョと僕が、互いに乳首を責めあいました。 葉月美音（12月31日、ワープエンタテインメント）

- 逆♡チクビ痴漢 葉月美音（2月4日、ワープエンタテインメント）
- まさか、乳首で… 潮吹くつもり? 葉月美音 紗々原ゆり（3月4日、ワープエンタテインメント）
- チクビ快感伝道師 葉月美音（4月1日、ワープエンタテインメント）
- 欲求不満妻の温泉逆ナンパ! むっちり爆乳サンドイッチSEX 姫咲はな 葉月美音（9月20日、Fitch）

### アダルトVR
- 巨爆乳OLがパフパフキャンペーン開催中 葉月美音（1月13日、CASANOVA）
- ドエロOLコンビの逆セクハラオナニー 葉月美音 桃瀬ゆり（1月20日、CASANOVA）
- ウチの爆乳姉ちゃん、弟の前でオナるんだけど。 葉月美音（3月10日、CASANOVA）
- 浮気相手は俺にドハマる爆乳娘（3月31日、CASANOVA）
- ザーメン必須なママ友とのお付き合い 葉月美音 桃瀬ゆり（3月31日、CASANOVA）
- 奉仕系爆乳彼女の騎乗位セックス（4月7日、CASANOVA）
- 小悪魔コンビがだいぶチジョい 葉月美音 桃瀬ゆり（4月7日、CASANOVA）

- 長尺 ピタコス ハイレグイメクラ 肉感 生中出しSEX（1月4日、AVVR）
- 美爆乳キャバクラ嬢 肉弾VIP性接待 連続生中出しSEX 由來ちとせ 葉月美音（1月11日、AVVR）
- ゴールデンタッグがやってきた!ダブル肉弾痴女の圧迫ムッチリハーレム生中出しセックス♡ 由來ちとせ 葉月美音（1月18日、AVVR）

### アダルト配信
- みおん（2016年7月2日、KAKUJITSU）
- みおん（2016年7月9日、マッサDX）
- 女子校出身の女子だけでちょっとエッチなイチャイチャ女子会 完全版 花咲いあん 葉月美音 原美織（2017年5月28日、パラダイステレビ）
- 水着から溢れる驚異のJカップ!! 巨チンも埋まる濃厚パイズリ祭りで大興奮ww 爆乳揺らして喘ぎ狂うパイパンキャバ嬢にたっぷり種付け☆（2020年3月30日、黒船）

### イメージDVD
- ヴィーナス・テルメ 葉月美音（2017年8月30日、オルタックスソフト販売）

## 書籍・出版物

### 写真集
- 原寸大おっぱい図鑑 Ecstasy（2017年11月17日、一迅社　撮影：須崎祐次） ISBN 978-4-7580-1579-0 ※Iカップ担当[24]

### デジタル写真集
- 宮澤正明 密会シリーズ 葉月美音との密会 long version（2022年5月13日、Mファクトリー、撮影：宮澤正明）

### 執筆

#### コラム
- そのままっ! イカせて! 葉月美音編（2018年5月19日[25]‐2019年4月27日[26]、東京スポーツ）